# Cuphea sordida
Cuphea sordida är en fackelblomsväxtart som beskrevs av Emil Bernhard Koehne. Cuphea sordida ingår i släktet blossblommor, och familjen fackelblomsväxter. Inga underarter finns listade i Catalogue of Life.